# Lena Niang
Lena Niang (Dakar, 20 settembre 1996) è una cestista senegalese.

## Carriera
Con il Senegal ha disputato due edizioni dei Campionati africani (2019, 2021).